# Arco partico-persiano
L'Arco partico-persiano è un arco composito ricurvo e simmetrico, realizzato in corno di ibex, legno e tendine di gazzella o daino. Questo tipo di arma veniva sottoposto a pressioni notevoli. Gli esperti sostengono che, privo di corda, l'arco partico-persiano si sarebbe ripiegato su sé stesso fino a far incrociare le “braccia”. 
Le popolazioni nomadi che migrarono dall'Asia centrale nell'attuale Iran (Sciti, Sarmati, Parti) vantavano tutte arcieri formidabili montati a cavallo come arma primaria negli scontri. Fu proprio grazie ai loro arcieri a cavallo che i Parti sconfissero l'esercito romano di Marco Licinio Crasso nella Battaglia di Carre.
L'arco composito restò in uso in Persia fino al 1820, quando iniziò la sua sostituzione in via definitiva con il moschetto.
L'arco composito persiano aveva una tecnica di caricamento della freccia molto veloce e usavano l'arco anche in corsa.